# Кубок світу з біатлону 2007—2008 — етап 7
Сьомий етап Кубка світу з біатлону 2007—2008 відбувався в Пхьончхані, Південна Корея, з 27 лютого по 2 березня 2008 року.

## Гонки
Розклад гонок наведено нижче
| Дата      | Час       | Гонка                            |
| --------- | --------- | -------------------------------- |
| 27 лютого | 18:05 CET | Чоловіки, спринт 10 км           |
| 28 лютого | 18:05 CET | Жінки, спринт 7,5 км             |
| 29 лютого | 19:00 CET | Чоловіки, переслідування 12,5 км |
| 1 березня | 19:00 CET | Жінки, переслідування 10 км      |
| 2 березня | 19:00 CET | Змішана естафета 2х6+2х7,5 км    |

## Призери

### Чоловіки
| Гонка:                                                                         | Золото:                       | Час               | Срібло:                   | Час               | Бронза:                | Час               |
| Спринт 10 км Протокол [Архівовано 3 березня 2012 у Wayback Machine.]           | Еміль Хегле Свендсен Норвегія | 25:57.4 (1+0)     | Халвар Ханевольд Норвегія | 26:27.3 (0+1)     | Фрідріх Пінтер Австрія | 26:27.6 (1+0)     |
| Переслідування 12,5 км Протокол [Архівовано 3 березня 2012 у Wayback Machine.] | Міхаель Грайс Німеччина       | 32:49.5 (2+0+1+0) | Халвар Ханевольд Норвегія | 33:01.9 (1+0+2+0) | Александер Ус Норвегія | 33:06.5 (0+2+2+0) |

### Жінки
| Гонка:                                                                       | Золото:                    | Час               | Срібло:              | Час               | Бронза:               | Час               |
| Спринт, 7,5 км Протокол [Архівовано 12 травня 2012 у Wayback Machine.]       | Магдалена Нойнер Німеччина | 20:32.1 (0+2)     | Сандрін Байї Франція | 20:46.4 (1+0)     | Мікела Понца Італія   | 20:54.4 (0+0)     |
| Переслідування 10 км Протокол [Архівовано 12 травня 2012 у Wayback Machine.] | Сандрін Байї Франція       | 31:29.8 (0+0+1+0) | Мікела Понца Італія  | 32:24.7 (1+0+0+0) | Альбіна Ахатова Росія | 33:29.9 (0+0+2+0) |

### Змішана естафета
| Гонка:                                                                                | Золото:                                                               | Час                                                       | Срібло:                                                                  | Час                                                     | Бронза:                                                        | Час                                                       |
| Змішана естафета 2х6+2х7,5 км Протокол [Архівовано 10 червня 2015 у Wayback Machine.] | Норвегія Тура Бергер Сольвей Рьогштад Ганс Мартін Єдрем Александер Ус | 1:13:39.3 (0+1) (0+0) (0+0) (0+0) (2+3) (0+1) (0+0) (0+2) | Італія Мікела Понца Катя Галлер Рене Лоран Вільєрмоз Крістіан Де Лоренці | 1:13:43.4 (0+1 (0+0) (0+1 (0+1) (0+1) (0+2) (0+3) (0+1) | Франція Жулі Карра-Коллен Полін Макабі Сімон Фуркад Алексі Беф | 1:13:43.5 (0+1) (0+1) (0+1) (0+2) (0+1) (0+1) (0+0) (0+1) |